# Zbęchy-Pole
Zbęchy-Pole – wieś w Polsce położona w województwie wielkopolskim, w powiecie kościańskim, w gminie Krzywiń.
Zbęchy-Pole leżą przy lokalnej drodze, w bezleśnej okolicy.
W latach 1975–1998 miejscowość administracyjnie należała do województwa leszczyńskiego.